# 4948 Хідеонісімура
4948 Хідеонісімура (4948 Hideonishimura) — астероїд головного поясу, відкритий 3 листопада 1988 року. Названий на честь японського астронома Хідео Нісімури, який відкрив кілька наднових, а також комети C/1994 N1 (Накамура — Нішімура — Махгольц), C/2021 O1 (Нісімура) і C/2023 P1 (Нісімура).
Тіссеранів параметр щодо Юпітера — 3,664.